# Dickie Rock
Dickie Rock (nome verdadeiro: Richard Rock, Dublin, 10 de outubro de 1936 – Dublin, 6 de dezembro de 2024) foi um cantor irlandês. Ele foi muito popular (sobretudo na banda Miami Showband)  nos anos 1960, se bem que tivesse êxitos em décadas  posteriores.

## Primeiros tempos
Dickie nasceu no bairro de Cabra, um subúrbio do norte da cidade de Dublin.
Entre 1963 e 1973 foi líder da banda  Miami Showband . Ele teve 13 êxitos com essa banda no top ten irlandês, incluindo sete que chegaram aa top 10. Dickie Rock e the Miami foram os primeiros artistas irlandeses a chegarem ao nº1 do top irlandês com  "Every Step of the Way" em 1965. Durante esse tempo, a banda conseguia uma grande popularidade entre os jovens irlandeses fazendo concorrência aos célebres Beatles.
Em 1966, ele representou a Irlanda no Festival Eurovisão da Canção 1966 com a canção "Come Back to Stay". Nessa competição terminou em quarto lugar no Festival.. Esta canção foi número um na Irlanda.

## Anos solo
Rock começou a cantar a solo a partir de 1973, se bem que ele ainda interpretasse ocasionalmente com a banda Miami Showband depois dessa data.

## Morte
Rock morreu no dia 6 de dezembro de 2024, aos 88 anos.

## Discografia
- Singles no top irlandês de singles
- 1963 "There's Always Me" (IR #1)
- 1964 "I'm Yours (#1)
- 1964 "From the Candy Store On the Corner" (#1)
- 1965 "Just for Old Time's Sake" (#2)
- 1965 "Round and Round" (#2)
- 1965 "Every Step of the Way" (#1)
- 1965 "I Left My Heart in San Francisco" (#4)
- 1965 "Wishing it Was You" (#1)
- 1966 "Come Back to Stay" (#1)
- 1966 "Darling I Love You" (#4)
- 1967 "When You Cry" (#7)
- 1967 "Baby I'm Your Man" (#13)
- 1968 "Simon Says" (#1)
- 1968 "Christmas Time and You" (#10)
- 1969 "Emily" (#12)
- 1970 "When My Train Comes In" (#15)
- 1971 "My Heart Keeps Telling Me" (#7)
- 1971 "Cathedral in the Pines" (#15)
- 1972 "Till (Mini Monster)" (#9)
- 1973 "Last Waltz" (#15) - first solo single
- 1973 "Maxi single" (#11)
- 1977 "Back Home Again" (#1)
- 1978 "It's Almost Like a Song" (#18)
- 1980 "Coward of the County" (#11)
- 1982 "When the Swallows Come Back from Capistrano" (#24)
- 1988 "The Wedding" (#18)
- 1989 "I'll Never Stop Wanting You" (#10)
- 1989 "Come Home to Ireland for Christmas" (#25)